# Louis Fenton
Louis Fenton, né le 3 avril 1993 à Wellington en Nouvelle-Zélande, est un footballeur international néo-zélandais, qui évolue au poste de défenseur. Il possède également un passeport hongrois.

## Biographie

### Carrière internationale
Louis Fenton compte sept sélections avec l'équipe de Nouvelle-Zélande depuis 2013.
Il est sélectionné en sélection néo-zélandaise des moins de 20 ans pour la coupe du monde des moins de 20 ans 2013 qui se déroule en Turquie. Il joue trois rencontres, et inscrit un but contre la Croatie.
Il est convoqué pour la première fois en équipe de Nouvelle-Zélande par le sélectionneur national Ricki Herbert, pour un match des éliminatoires de la coupe du monde 2014 lors du barrage intercontinental contre le Mexique le 20 novembre 2013.  Lors de ce match, il entre à la 50e minute de la rencontre, à la place de Bill Tuiloma. La rencontre se solde par une défaite 4-2 des Néo-Zélandais.
Le 12 mai 2016, il fait partie des 23 appelés par le sélectionneur national Anthony Hudson pour la coupe d'Océanie 2016. Il dispute trois rencontres, et la sélection néo-zélandaise remporte la finale en battant la Papouasie-Nouvelle-Guinée lors de la séance de tirs au but.

## Palmarès
- Avec la Nouvelle-Zélande
  - Vainqueur de la Coupe d'Océanie en 2016

## Statistiques
| Saison                | Club                  | Championnat           | Championnat | Championnat | Coupe(s) nationale(s) | Coupe(s) nationale(s) | Séries | Séries | Nouvelle-Zélande | Nouvelle-Zélande | Total | Total |
| Saison                | Club                  | Division              | M.          | B.          | M.                    | B.                    | M.     | B.     | M.               | B.               | M.    | B.    |
| 2011-2012             | Team Wellington       | Premiership           | 12          | 8           | -                     | -                     | -      | -      | -                | -                | 12    | 8     |
| 2012-2013             | Wellington Phoenix    | A-League              | 25          | 3           | -                     | -                     | -      | -      | -                | -                | 25    | 3     |
| 2013-2014             | Wellington Phoenix    | A-League              | 10          | 0           | -                     | -                     | -      | -      | 1                | 0                | 11    | 0     |
| 2014-2015             | Wellington Phoenix    | A-League              | 21          | 0           | 1                     | 0                     | 1      | 0      | 1                | 0                | 24    | 0     |
| 2015-2016             | Wellington Phoenix    | A-League              | 20          | 1           | 1                     | 0                     | -      | -      | 5                | 0                | 26    | 1     |
| 2016-2017             | Wellington Phoenix    | A-League              | 6           | 0           | -                     | -                     | -      | -      | -                | -                | 6     | 0     |
| Total sur la carrière | Total sur la carrière | Total sur la carrière | 94          | 12          | 2                     | 0                     | 1      | 0      | 7                | 0                | 104   | 12    |